# Abd-ul-mumin
Abd-ul-mumin (Abd al-mumin), född 1094 i Nedroma (Tlemcen), död 1163, var grundläggare av almohadernas dynasti och sultan i Maghreb.
Han var redan vid 18 års ålder en älsklingslärjunge till almohadsektens stiftare, Ibn Tumart. Han företog åtskilliga erövringståg i norra och västra Afrika, varunder han särskilt vände sina vapen mot almoravidernas dynasti. Efter mångåriga strider erövrades Marocko fullständigt 1146, men kampen fortsattes i Spanien. Abd-ul-mumin dog år 1163, just då han stod i begrepp att med en stor här dra till detta land. Hans rike sträckte sig då över nordvästra och norra Afrika ända till Barka samt över en betydlig del av Spanien.